# Штубендорф, Отто Эдуардович
Отто Эдуардович фон Штубендорф (25 января (6 февраля) 1837—10 июля 1918) — геодезист, генерал от инфантерии, начальник Военно-топографического отдела Главного штаба, член Военного совета Российской империи, почётный член Петербургской академии наук.

## Биография
Родился в Киевской губернии. По окончании в 1855 году 2-го кадетского корпуса был занесён на доску почёта. В составе лейб-гвардии Гатчинского полка принимал участие в Крымской войне. По окончании Михайловской артиллерийской академии, был направлен в 3-ю гвардейскую гренадерскую бригаду.
В 1858—1862 годах Штубендорф учился на геодезическом отделении Академии Генерального штаба; с 1863 года — адъюнкт-профессор, с 1868 — профессор геодезии академии.
С 1863 года О. Э. Штубендорф принял участие в определении разности долгот на градусном измерении дуги по параллели 52° с. ш. Им была разработана оригинальная конструкция дальномера. С 1867 года — начальник картографического заведения Военно-топографического отделения Главного штаба; с 1877 года — член Военно-учёного комитета.
Штубендорф исследовал проблемы изостазии, составил карты изостатических кривых.
С 23 мая 1882 года — заслуженный профессор геодезии Николаевской академии Генерального штаба.
В 1897—1903 годах — начальник Военно-топографического отдела Главного штаба. 1 января 1903 года назначен членом Военного совета и 6 апреля того же года произведён в генералы от инфантерии.
3 января 1906 года уволен от службы с мундиром и пенсией, проживал в Санкт-Петербурге (Петрограде), где и скончался в 1918 году в возрасте 81 года. Есть предположение, что похоронен он на Волковском лютеранском кладбище, где в 1916 году была похоронена его сестра.
Штубендорф написал учебники: «Сферическая тригонометрия» (СПб, 1866) и «Геодезия» (СПб., 1879)
О. Э. фон Штубендорф участвовал в деятельности многочисленных общественно-научных организаций; был членом-учредителем Русского астрономического общества, возглавлял отделение математической географии в Императорском русском географическом обществе (ИРГО) и входил в состав его учёного совета. В 1875 году Штубендорф принимал участие в работе Комиссии ИРГО, занимавшейся вопросами организации русского отдела международной географической выставки в Париже.
С 1900 года Штубендорф — почётный член Петербургской академии наук. В 1879 году он был награждён золотой медалью ИРГО. В его честь названы мыс в Таймырском заливе Карского моря и ледник на острове Западный Шпицберген.
Умер в Петрограде. Его сын — Алексей Оттович Штубендорф (1877—1959) — генерал-майор.

## Награды
- Орден Святого Станислава 2-й степени (1867)
- Орден Святого Владимира 4-й степени (1869)
- Орден Святой Анны 2-й степени (1871; императорская корона к этому ордену пожалована в 1872)
- Орден Святого Владимира 3-й степени (1874)
- Орден Святого Станислава 1-й степени (1879)
- Орден Святой Анны 1-й степени (1882)
- Орден Святого Владимира 2-й степени (1885)
- Орден Белого орла (1891)
- Знак отличия за XL лет беспорочной службы (1897)
- Орден Святого Александра Невского (01.01.1901; бриллиантовые знаки этого ордена пожалованы 06.12.1905)